# Jürgen Mirow
Jürgen Mirow (* 1954 in Hamburg) ist ein deutscher Historiker und Autor.

## Leben
Jürgen Mirow hat Geschichte, Geographie und Pädagogik studiert und 1981 promoviert. Er war 1981–2020 als Gymnasiallehrer am Heinrich-Heine-Gymnasium in Hamburg tätig, wo er u. a. die Fächer Geschichte, Geografie und Politik/Gesellschaft/Wirtschaft unterrichtete. Zeitweilig hat er einen Lehrauftrag an der Universität Hamburg wahrgenommen.

## Werke
- Das alte Preußen im deutschen Geschichtsbild seit der Reichsgründung, Duncker & Humblot, Berlin 1981
- Geschichte des deutschen Volkes. Von den Anfängen bis zur Gegenwart, Gernsbach 1990, 3. überarbeitete Auflage 4 Bände 2004[1]
- Deutsche Geschichte – (k)eine Nationalgeschichte. Staatliche Einheit und Mehrstaatlichkeit, Volkszugehörigkeit und Nation in der deutschen Geschichte, Gernsbach 2002
- Weltgeschichte, München 2009
- Abgerissen. Verlorene Bauwerke in Deutschland, Berlin 2019
- Imperien im Kopf. Wie große Reiche Kulturen und Identitäten formten, Berlin 2025